# Брюс Мюррей (планетолог)
Брюс Мюррей (англ. Bruce Churchill Murray; 30 листопада 1931 — 29 серпня 2013) — американський планетолог. Відомий як директор Лабораторії реактивного руху та співзасновник Планетарного Товариства.
На честь нього названо астероїд (4957) Брюсмюррей.

## Біографія
Мюррей здобув ступінь доктора з геології у Массачусетському технологічному інституті 1955 року. 1960 року почав працювати у Каліфорнійському технологічному інституті.
З 1 квітня 1976 року по 30 червня 1982 року був директором Лабораторії реактивного руху (JPL).
Разом з Карлом Саганом та Луїсом Фрідманом заснував Планетарне Товариство.
Мюррей помер 29 червня 2013 року у своєму будинку в Оушенсайд від ускладнень, викликаних хворобою Альцгеймера.